# Paradiarsia pallida
Paradiarsia pallida là một loài bướm đêm trong họ Noctuidae.